# Aleksandria (gmina w Grecji)
Aleksandria (gr. Δήμος Αλεξάνδρειας, Dimos Aleksandrias) – gmina w Grecji, w administracji zdecentralizowanej Macedonia-Tracja, w regionie Macedonia Środkowa, w jednostce regionalnej Imatia. W 2011 roku liczyła 41 570 mieszkańców. Powstała 1 stycznia 2011 roku w wyniku połączenia dotychczasowych gmin: Aleksandria, Plati, Meliki i Andigonides. Siedzibą gminy jest Aleksandria.